# عدلي خليل
عدلي خليل هو مخرج ومنتج مصري، (ولد 3 يوليو ، 1922)،(وتوفي 19 يناير ، 2002).

## حياتة
التحق بالعمل في ستديو مصر منذ عام 1945، وعمل مساعد مخرج لعدد من المخرجين منهم (حلمي رفلة وزهير بكير وكمال عطية) في أفلام مثل (الغجرية) و(قيس وليلى) ليخوض بعدها تجربة الإخراج منفردًا كما في فيلم (لعبة القتل) الذي قام بإخراجه وإنتاجه أيضًا، وفيلم (سارق السيارات)، توفى في التاسع عشر من يناير عام 2002.

## أعمالة السينمائية
| - قلب في الظلام 1960 - قيس وليلى 1960 - إسماعيل يس في دمشق 1958 - مهرجان الحب 1958 - الحب العظيم 1957 - المتهم 1957 - صراع مع الحياة 1957 - فتى أحلامي 1957 | - الأرملة الطروب 1956 - المفتش العام 1956 - ثورة المدينة 1955 - ليالي الحب 1955 - الناس مقامات 1954 - دلوني يا ناس 1954 - كدت أهدم بيتي 1954 | - وعد 1954 - اللقاء الأخير 1953 - الدم يحن 1952 - خضرة والسندباد القبلي 1951 - أحبك أنت 1949 - البيت الكبير 1949 - كل بيت له راجل 1949 |